# Pericú (langue)
Cet article concerne la langue pericú. Pour le peuple pericú, voir Pericú.
Le pericú est une langue amérindienne isolée parlée dans l'extrême Sud de la Basse Californie, au Mexique.
La langue est éteinte.

## Localisation
Le pericú était parlé par le peuple du même nom, dans la région du cap San Lucas qui forme la pointe méridionale de péninsule, et dans les îles au large de la baie de la Paz.

## Classification
Le pericú, comme d'autres langues de la Basse Californie, le guaicura et l'huchití, est considéré comme une langue isolée.